# Hemicyoninae
Hemicyoninae jsou vyhynulou podčeledí z čeledi medvědovití (Ursidae), představují jednu ze tří velkých radiací medvědovitých šelem. Jejich nejstarší zástupci žili ve spodním oligocénu (zhruba před asi 32 miliony lety), skupina vymizela v průběhu svrchního miocénu (před asi 9–10 miliony lety). Někdy jsou klasifikováni jako samostatná čeleď.
Nejstarším zástupcem skupiny je rod Cephalogale, jenž pocházel z Eurasie. V období miocénu hemicyoniné kolonizovali Severní Ameriku, přičemž jejich přítomnost teoreticky mohla přispět k vyhynutí dřívějších severoamerických predátorů, jako byli nimravidi a kreodonti. Šlo o středně velké až větší zástupce medvědovitých specifické tělesné stavby. Čenich byl dlouhý a úzký, ve srovnání s jinými medvědy, kteří se přizpůsobili spíše všežravému způsobu života, měli hemicyoniné dobře vyvinuté trháky a neprodloužené stoličky. Končetiny byly podlouhlé, jejich stavba svědčí o prstochodectví, což z těchto šelem činilo – ve srovnání s moderními plantigrádními medvědy – spíše schopné běžce lovící větší druhy obratlovců. Ve svrchním miocénu celá tato specializovaná skupina vymizela.